# Artemis Crock (personaje)
Artemis Lian Crock es un personaje ficticio que aparece en los cómics americanos publicados por DC Comics. Apareciendo por primera vez en Infinity Inc # 34 (enero de 1987), ha aparecido como supervillana y superheroína, usualmente usando su nombre de pila como su alias. Ella también es uno de los muchos personajes que usan el nombre de Tigresa.
Fuera de los cómics, el papel del personaje separado del apodo de Tigresa se estableció en Young Justice.
Artemis Crock también aparece en la serie de DC Universe y The CW, Stargirl, interpretada por Stella Smith.

## Historial de publicaciones
Artemis Crock debutó en  Infinity Inc # 34 (enero de 1987) y fue creado por el escritor Roy Thomas y el artista Todd McFarlane.

## Biografía ficticia
Artemis Crock es la hija de los villanos de la Edad de Oro Paula Brooks y Crusher Crock. Había tomado una carrera en el crimen, siguiendo el modelo de la de sus padres, pero solo después de algunos años tomó el manto de Tigresa.
Durante la miniserie de DC Legends, la gente de Estados Unidos se volvió contra los héroes y se promulgó la ley de que nadie podía operar legalmente con un disfraz. Esto no afectó mucho a los villanos, ya que ya estaban infringiendo la ley. Para Artemis Crock fue un momento oportuno para sacar a sus padres del Centro de Detención Empire State. Llamándose sola a sí misma Artemis, se unió al Mago en su nueva Sociedad de la Injusticia, a la que llamó Injusticia Ilimitada. Superaron la seguridad en la Conferencia de Comercio Internacional en Calgary, Canadá, a saber, Infinity Inc. y un contingente de Guardianes Globales y obligaron a los héroes a ayudar en un caos. Para Artemis, llevó a Nuklon y Rising Sun a Nueva York y, con su ayuda, liberó a los criminales mayores. Todos regresaron a Calgary para compartir la riqueza robada, pero el plan se volvió loco cuando Hourman revivió y se liberó, así como cuando trajeron a Solomon Grundy desde el círculo polar ártico. Fue Solomon quien incapacitó a Artemis y a sus padres, pero en la confusión pudieron escapar.
Solo unas semanas después Artemis se unió nuevamente con Icicle y Hazard, así como con el nuevo Harlequín, Dummy y Solomon Grundy. Dummy quería encabezar una Injusticia Ilimitada revivida y planeaba asesinar a los miembros de Infinity Inc. para hacerse un nombre. Su primer objetivo, Skyman, fue asesinado con éxito por Harlequín y luego Artemis fue tras Jade. Después de creerla muerta, Artemis regresó con sus cohortes. Se tramó un plan para llevar a todos los Infinitors restantes a Stellar Studios y matarlos, un plan derrotado solo por la falta de voluntad de Hazard para cooperar y la repentina reaparición de Jade y Brainwave Jr (ambos habían sido considerados muertos). Durante la pelea, Artemis se enfrentó uno a uno con Wildcat y perdió. Al final, Artemis fue entregada a las fuerzas del orden.
Más tarde, Artemis cambió su nombre en clave a Tigresa y se convirtió en amantes intermitentes y apagados con el segundo carámbano. La invitó a volver a la reforma de la Sociedad de la Injusticia. Ella lo ayudó, Mago, Solomon Grundy, Caballero Fantasma, Rag Doll y Pensador a irrumpir en la sede de JSA y robar la Llave Prometheus, una llave que se usa para abrir puertas entre la realidad y la magia. Esto permitió que Johnny Sorrow, que le había pedido al Mago que lo trajera de regreso, volviera a entrar en la Tierra.
Durante la trama de Crisis infinita, Artemisa apareció como miembro de la Sociedad Secreta de Super Villanos de Alexander Luthor Jr.. Más tarde apareció en Justice League Wedding Special.
Icicle y Tigresa luego trabajarán alternativamente con y contra Hourman y Liberty Belle en una búsqueda para localizar un artefacto mágico.
En 2010, nace Isabelle Rose Mahkent. Ella es la hija de Tigresa y Icicle.

### The New 52
En septiembre de 2011, The New 52 reinició la continuidad de DC. En esta nueva línea de tiempo, se introdujo una nueva versión de Artemis en el crossover "Culling" en los libros de Teen Titans. Aquí, ella es una humana sin poderes, pero ha sido entrenada para ser una luchadora fuerte. Ella ayuda a los Jóvenes Titanes a orientarse antes de que comience el Culling y les presenta a otros metaadolescentes que Harvest ha reunido. Después de que se llevan a los Titanes, un miembro de la tripulación de Harvest intenta ponerla en un estado de rabia. Ella se defiende y se niega a matar a otros niños, pero en cambio es asesinada. Su muerte ayuda a motivar a los Jóvenes Titanes y la Legión Perdida a unirse para acabar con Harvest. Al final de la serie, los Titanes descubren que Artemis fue curada por las instalaciones del Coronel de Harvest, como parte de una segunda fase de los planes de Harvest.

### DC Rebirth
Artemis apareció en The Flash Vol 5 # 61.

## Poderes y habilidades
Tigresa / Artemis no posee habilidades sobrehumanas, sin embargo, es una arquera y tiradora experta. Artemis también es muy hábil en el combate cuerpo a cuerpo, junto con el uso de varios dispositivos (incluida su ballesta compacta, cuchillos, redes y bolas).

## En otros medios

### Televisión
- Artemis Crock hace un pequeño cameo en el episodio de Batman: The Brave and the Bold, "¡La escandalosa aventura de Aquaman!". Se la ve tomando unas vacaciones familiares con sus padres, Sportsmaster y Huntress.
- Una versión adolescente de Artemis Crock aparece como uno de los personajes principales de Young Justice con la voz de Stephanie Lemelin. Esta versión es una superheroína que usó la identidad de "Artemis" como su nombre en clave. Apareció por primera vez en el episodio "Infiltrator", donde fue presentada como la sobrina de Green Arrow y su nueva compañera que fue contratada para unirse al equipo después de la partida del compañero original de Green Arrow, Roy Harper. Sin embargo, más adelante en la serie, el equipo descubrió su verdadera historia y conexión con Sportsmaster, que se había convertido en un enemigo de ellos y se vuelve la novia de Wally West en el final de la primera temporada. En la segunda temporada, fingió su muerte para poder infiltrarse en un grupo de supervillanos llamado Light como la supervillana, "Tigresa". Al final de la temporada, regresó al equipo conservando su identidad de Tigresa.
- En la quinta temporada de Arrow, Evelyn Sharp (interpretada por Madison McLaughlin) toma el manto de Artemis como justiciera. Su identidad en la versión del programa se basa en la versión de Artemis Crock de Young Justice, la única con una conexión previa con Green Arrow.
- Artemis Crock aparece en Stargirl interpretada por Stella Smith. Esta versión es una estudiante atlética en Blue Valley High y compañera de clase del personaje principal con una racha competitiva. A partir de la segunda temporada, se muda a un hogar de acogida siguiendo a sus padres, Sportsmaster y Tigresa, siendo arrestada y manipulada en secreto por Cindy Burman y Eclipso para que se una a su grupo Injustice Unlimited. Después de unirse a Burman, Eclipso e Isaac Bowin en la lucha contra la Sociedad de la Justicia de América (JSA) de Stargirl, sin embargo, Artemis huye después de que Eclipso envía a Burman a Shadowlands y consume a Bowin. Más tarde saca a sus padres de la prisión para que puedan ayudar a la JSA y Burman a derrotar a Eclipso. Después de esto, los Crock se mudan al lado de la familia Whitmore-Dugan. En la tercera temporada, Artemis trabaja para demostrar su valía como candidata para ser miembro de la JSA y luego ingresa a la universidad, solo para perder a sus padres ante Icicle y mudarse con los Whitmore-Dugan.

### Película
- La versión Young Justice de Artemis hace un cameo junto con Wonder Girl, Zatanna y Miss Martian como espectadoras en casa en Scooby-Doo! WrestleMania Mystery.[8][9]
- La versión Young Justice de Artemis hace un cameo en Teen Titans Go! to the Movies.

### Videojuegos
- Artemis Crock es un personaje jugable en el videojuego Young Justice: Legacy, con Stephanie Lemelin retomando su papel.
- Tanto su formas de Tigresa como de heroína aparecen como personajes jugables en Lego DC Super-Villains.